# 우견아랑
우견아랑(阿郞的故事: All About Ah-Long)은 홍콩에서 제작된 두기봉 감독의 1989년 드라마 영화이다. 주윤발 등이 주연으로 출연하였고 황바이밍 등이 제작에 참여하였다.

## 출연

### 주연
- 주윤발

### 조연
- 실비아 창
- 황곤현
- 오맹달